# اچ‌ام‌اس پنلوپه (۹۷)
اچ‌ام‌اس پنلوپه (۹۷) (به انگلیسی: HMS Penelope (97)) یک زیردریایی بود که طول آن ۵۰۶ فوت (۱۵۴ متر) بود. این زیردریایی در سال ۱۹۳۵ ساخته شد.